# North Fork (New York)
Pour les articles homonymes, voir North Fork.

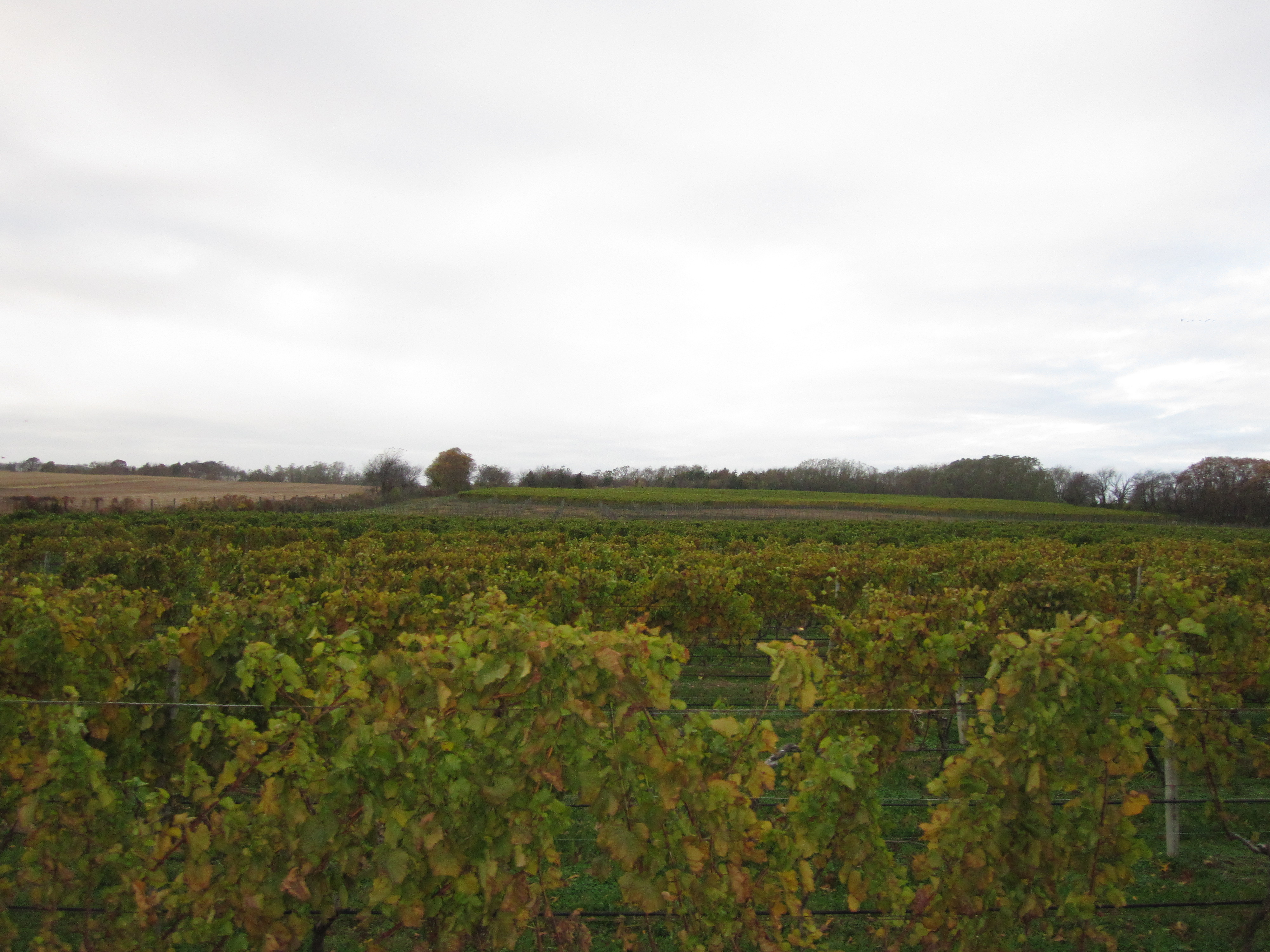

North Fork est une péninsule des États-Unis située nord-est de l'île de Long Island, entre Long Island Sound au nord et Peconic Bay au sud. 
Longue d'une quarantaine de kilomètres et large d'environ 7 km maximum, elle s'étend sur la localité de Southold et la partie orientale de celle de Riverhead. Elle se termine à l'est par l'Orient Point.